# Каррион, Мануэль
Мануэль Каррион Пинсано (исп. Manuel Carrión Pinzano; 6 августа 1809, Санлукар-де-Баррамеда, Испания — 2 февраля 1870, Лима) — эквадорский политический и государственный деятель, сенатор, губернатор, военный и гражданский глава Федерального округа Лохиано (18 сентября 1859 — 17 января 1861), борец за социальную справедливость и образование.

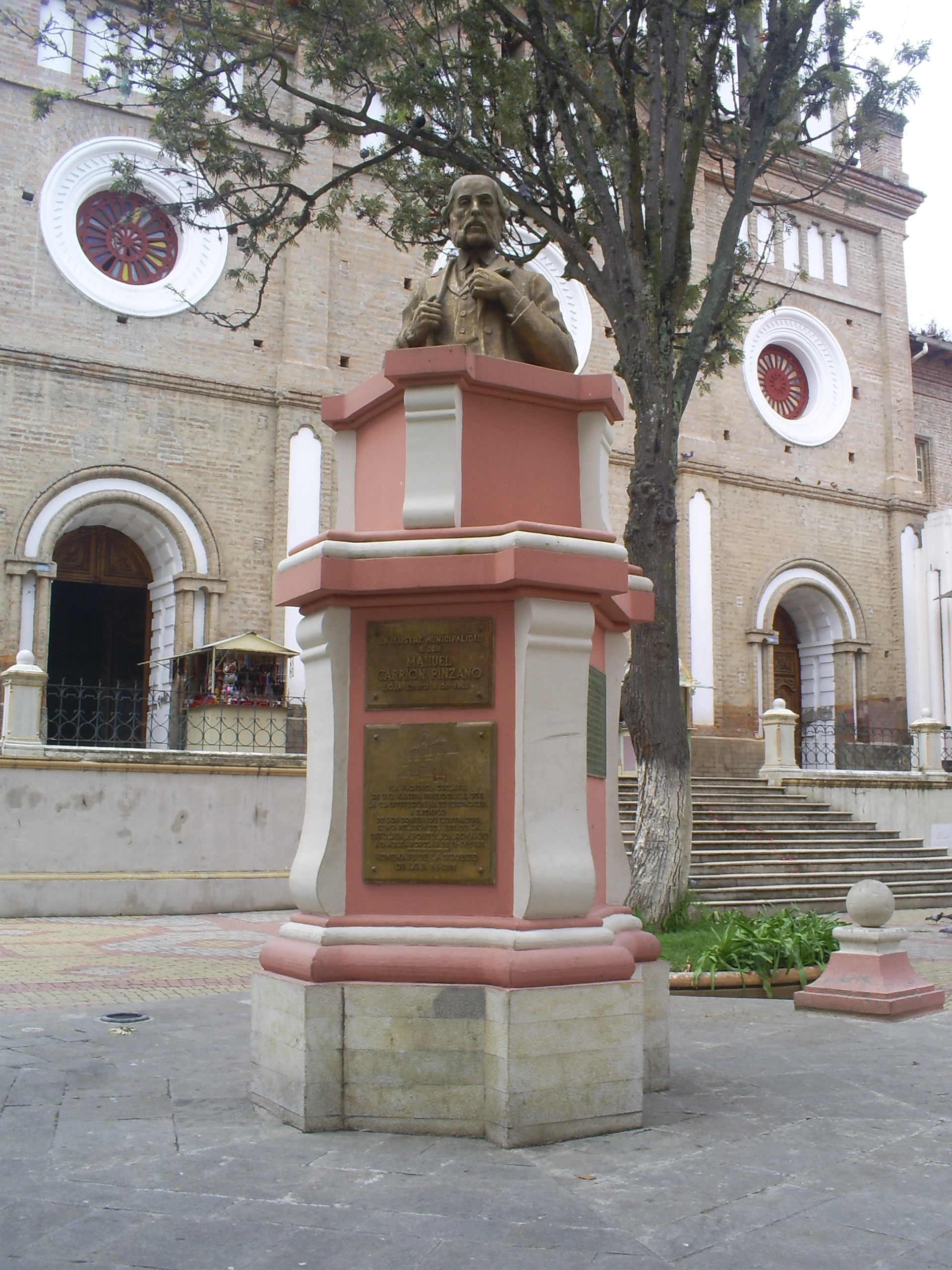
Памятник Мануэлю Карриону в г. Лоха (Эквадор)

## Биография
Сын испанского генерала. Прибыл в Лоху вместе со своими родителями, когда уже началась борьба за независимость Эквадора.
Был депутатом, сенатором, гражданским губернатором, основателем Национального университета Лохи и Верховного суда Лохи.
После падения конституционного правительства Франсиско Роблеса (1856—1869) был избран Народным собранием 18 сентября 1859 года верховным и военным главой Федеративной Республики Лоха, эту должность он занимал до 17 января 1861 года, когда к власти пришло новое правительство Габриэля Гарсиа Морено.
Сыграл важную роль в создании Лохи как составляющей федеративного государства Республики Эквадор в сентябре 1859 года, когда стране угрожал распад. Стал фундаментом федеративного государства Республики Эквадор.